# SN 2011ag
SN 2011ag – supernowa typu Ia odkryta 25 lutego 2011 roku w galaktyce M+03-09-05. W momencie odkrycia miała maksymalną jasność 17,30m.